# Novembre 1813

## Événements

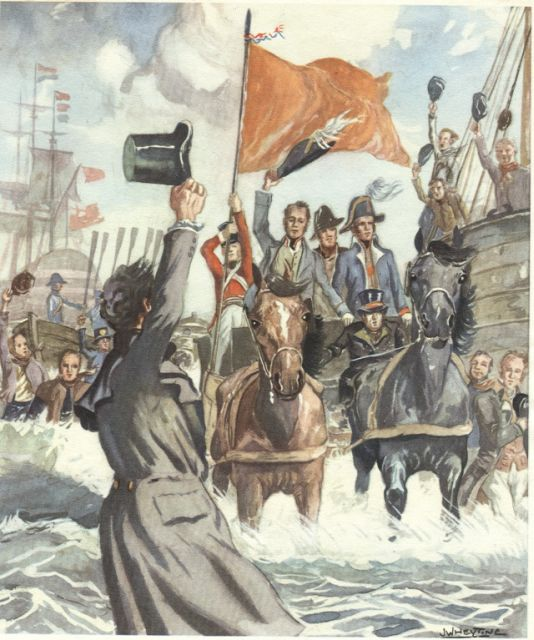
30 novembre : arrivée du Prince d’Orange aux Pays-Bas

- 2 novembre : Napoléon passe le Rhin avec 40 000 hommes[1].

- 3 novembre : traité de Fulda. Le Wurtemberg rejoint la coalition[1].

- 3 novembre, Guerre Creek (États-Unis) : en représailles de la bataille de Fort Mims du 30 août 1813, quelque 900 dragons américains d’Andrew Jackson sous le commandement de John Coffee incendient le village creek de Tallushatchee (au nord-est de l'Alabama) et tuent 186 Indiens Bâtons-Rouges.

- 9 novembre :
  - Guerre Creek : bataille de Talladega. Des Creeks font appel à l'armée américaine car assiégés par les Bâtons-Rouges, l'armée d'Andrew Jackson tue 300 hommes des Bâtons-Rouges.
  - « Bases de Francfort ». Propositions de négociation faites par Joseph Metternich à Napoléon Ier sur la base des frontières naturelles de la France[1].

- 10 novembre : défaite des troupes françaises du maréchal Soult à la bataille de la Nivelle. Les Hispano-britanniques entrent en France et assiègent Bayonne[2].

- 11 novembre, Guerre de 1812 (États-Unis) : frontière St. Lawrence-Lac Champlain : Bataille de Crysler's Farm, près de Cornwall, une force britannique et canadienne remporte une victoire sur des forces américaines qui les dépassent considérablement en nombre, mais qui sont découragées et mal menées.

- 14 novembre : défaite des forces républicaines de l'armée du nord des Provinces-Unies du Río de la Plata par les royalistes à la bataille d'Ayohuma, en Bolivie[3].

- 15 novembre : rébellion d’Amsterdam[4].

- 17 novembre : insurrection de La Haye dirigée par le théoricien orangiste Van Hogendorp. Départ de la garnison française[4].

- 19 novembre : la garnison française évacue Rotterdam. Averties, les troupes russes et prussiennes entrent aux Pays-Bas[2].

- 20 novembre : proclamation du général Bülow adressée aux habitants des États-Unis de Hollande[5].

- 25 novembre[6] : Djalâl al-Dîn Pacha, gouverneur d’Alep, rétablit le pouvoir de l’administration ottomane en faisant exécuter une vingtaine de chefs janissaires[7].

- 29 novembre : capitulation de Rapp, enfermé dans Dantzig depuis le 12 janvier, après onze mois de siège[8].

- 30 novembre, La Haye : arrivée du Prince d’Orange aux Pays-Bas, accueilli en triomphateur, avec le soutien des Britanniques[2].

## Naissances
- 28 novembre :
  - Hermann Gemmel, architecte, peintre et professeur prussien († 22 mars 1868).
  - Alberto Cavalletto (mort le 19 octobre 1897), politicien italien
  - Noël Parfait (mort le 19 novembre 1896), littérateur et homme politique français
  - Thomas William Moseley (mort le 10 mars 1880)

## Décès
- 14 novembre : Jean-Pierre Houël, graveur, dessinateur et peintre français (° 28 juin 1735).
- 28 novembre : Joseph Boucher (né le 30 décembre 1747), personnalité politique canadienne